# گرم‌دشت حاره‌ای کارپنتاریا
گرم‌دشت حاره‌ای کارپنتاریا (انگلیسی: Carpentaria tropical savanna) بوم‌ناحیه‌ای از نوع علفزارها، گرم‌دشت‌ها و درختچه‌زارهای حاره‌ای و جنب‌حاره‌ای در شمال استرالیا است.

## اقلیم
این بوم‌ناحیه دارای اقلیم گرم‌دشت حاره‌ای است. بارش آن به‌شدت فصلی است. بادهای موسمی در طول تابستان نیم‌کره جنوبی از نوامبر تا مارس بارندگی را به همراه دارند و به دنبال آن یک فصل خشک در بقیه سال وجود دارد. میانگین بارندگی سالانه عموماً از شمال به جنوب کاهش می‌یابد. بالاترین مقدار بارش (۱۰۰۰ میلی‌متر تا ۱۲۰۰ میلی‌متر) در بخش شمال غربی بوم‌ناحیه در قلمرو شمالی و بیش از ۹۰۰ میلی‌متر در قسمت شمال شرقی بوم‌ناحیه در شرق خلیج کارپنتاریا است. بارندگی تقریباً ۷۵۰ میلی‌متر در امتداد ساحل جنوبی خلیج کارپنتاریا است و به کمتر از ۵۰۰ میلی‌متر در جنوب کاهش می‌یابد. دما معمولاً در تمام طول سال گرم است، با دورشدن از ساحل، دامنه وسیع تری بین حداکثر و حداقل دمای ماهانه وجود دارد.